# کمربند آتشفشانی سراسری مکزیک
کمربند آتشفشانی سراسری مکزیک (اسپانیایی: Eje Volcánico Transversal‎) که کمربند آتشفشانی ترامکزیک (مکزیک‌گذر) و کمربند ترا-آتشفشانی (Transvolcanic Belt) و در زبان محلی سیرا نوادا (Sierra Nevada) به‌معنای رشته‌کوه برفی نیز نامیده می‌شود، یک کمربند آتشفشانی فعال است که بخش مرکزی-جنوبی مکزیک را پوشانده‌است. چندین قله این کمربند آتشفشانی در تمام طول سال برف دارند و در زمان هوای صاف، این قله‌ها برای کسانی که در فلات‌های مرتفع بین این آتشفشان‌ها زندگی می‌کنند، قابل مشاهده‌اند.
کمربند آتشفشانی سراسری مکزیک بخش مرکزی-جنوبی این کشور از اقیانوس آرام تا خلیج مکزیک بین ۱۸ درجه و ۳۰ دقیقه شمالی تا ۲۱ درجه و ۳۰ دقیقه شمالی، در لبه جنوبی صفحه آمریکای شمالی را در بر می‌گیرد. این ساختار زمین‌شناختی به طول تقریبی ۱۰۰۰ کیلومتر و عرض ۹۰ تا ۲۳۰ کیلومتر یک کمان آتشفشانی فعال قاره‌ای با راستای شرقی-غربی است که مساحتی در حدود ۱۶۰٬۰۰۰ کیلومتر مربع را در بر می‌گیرد. طی چند میلیون سال، فرورانش صفحه‌های زمین‌ساختی ریورا و کوکوس به زیر صفحه آمریکای شمالی، در امتداد انتهای شمالی درازگودال آمریکای میانی، کمربند آتشفشانی سراسری مکزیک را پدیدآورده است. کمربند آتشفشانی سراسری مکزیک یک کمربند آتشفشانی منحصر به‌فرد است، زیرا موازی با درازگودال آمریکای میانی نیست و بسیاری از آتشفشان‌های چینه‌ای به صورت مایل نسبت به موقعیت کلی کمان آتشفشانی قرار گرفته‌اند. علاوه بر پیچیدگی‌های فیزیوگرافی، ترکیبات آذرین این کمربند به دلیل فرورانش و در تضاد با علائم و نشانه‌های ژئوشیمیایی درون صفحه‌ای متغیر و متنوع هستند.